# Garmosjka
Garmosjka  är ett slags ryskt knappdragspel, ett frirörsblåsinstrument. 

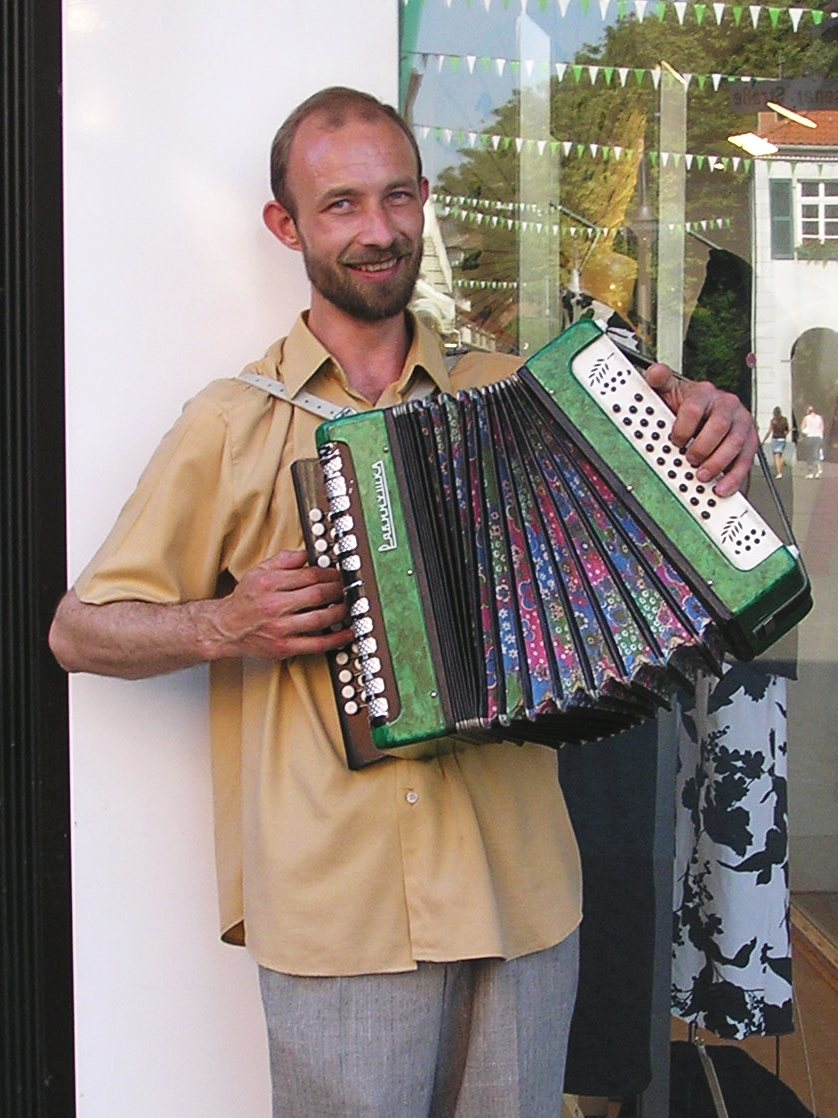

Den har två rader med knappar på höger sida, som spelar tonerna i en diatonisk skala, och rader med vänsterhandsackord för att spela i relaterade tangenter, och en rad med fribasknappar, för att underlätta spelning av basmelodier. Garmosjkorna kan vara av två huvudklasser: unisonorisk, vilket betyder att varje knapp spelar samma ton eller ackord när bälgen expanderas som den gör när den komprimeras, och bisonorisk, där tonen beror på riktningen på dess bälgverk.